# Sweet Nothing
Sweet Nothing är en låt av Calvin Harris (med Florence Welch från Florence and the Machine som gästartist) från albumet 18 Months som släpptes den 14 oktober 2012. Låtens genre är elektronisk dans.